# Samsung Galaxy Ace 2
Samsung Galaxy Ace 2 (Samsung GT-I8160P  nebo GT-I8160 ) je smartphone značky Samsung a je nástupcem populárního Samsungu Galaxy Ace. Po aktualizaci z Androidu 2.3.6 Gingerbread používá operační systém Android 4.1.2 Jelly Bean .
Oproti svému předchůdci má větší operační paměť, přední kameru, dvoujádrový procesor, NFC, HD video, novější Android, lepší displej a delší výdrž baterie.

## Technická specifikace
|                        |                                                                                                  | Poznámka               |
| ---------------------- | ------------------------------------------------------------------------------------------------ | ---------------------- |
| Procesor a čipová sada | dvoujádrový 800 MHz procesor ST-Ericsson U8500 (2× Cortex-A9, ARMv7, 45nm) + GPU: ARM Mali-400MP | -                      |
| Operační systém        | Android 4.1.2 Jelly Bean po aktualizaci z 2.3.6 Gingerbread                                      | -                      |
| Displej                | 3,8" (50 × 83 mm) PLS LCD, rozlišení displeje: 480 × 800 bodů, dotykový: kapacitní               | -                      |
| Paměť                  | 768 MB RAM, vnitřní paměť 4GB, slot na paměťové karty micro SDHC až 32 GB                        | -                      |
| Podporované sítě       | GSM 850 / 900 / 1.800 / 1.900 MHz, W-CDMA (3G) 900 / 2.100 MHz                                   | -                      |
| Konektivita            | GPRS: ano, EDGE: ano, HSPA: 14,4, HSUPA: 5,76, WiFi: a/b/g/n, Bluetooth: 3.0                     | -                      |
| GPS                    | ano, digitální kompas, A-GPS                                                                     | -                      |
| Fotoaparát             | 5 Mpx (2 592 × 1 944 pixelů), LED dioda, autofokus, video: ano                                   | -                      |
| Rozměry, hmotnost      | 118 × 62 × 10,5 mm, 122 g                                                                        | -                      |
| Baterie                | Li-Ion 1500mAh, pohotovostní doba: 670 hodin, doba hovoru: 972 minut                             | nabíjení přes microUSB |

## Představení
Samsung Galaxy Ace 2 byl představen na Mobile World Congress (MWC) Barcelona 2012 společně s Galaxy Mini 2.
Začátek prodeje v České republice – červenec 2012.